# Робинсон, Питер
Питер Дэвид Робинсон (англ. Peter David Robinson; род. 29 декабря 1948, Белфаст) — североирландский политик-юнионист, лидер Демократической юнионистской партии и Первый министр Северной Ирландии после ухода из политики в 2008 году Иана Пейсли.

## Биография
Родился и вырос в Белфасте, окончил Belfast Metropolitan College. Работал агентом по недвижимости. Участвовал в юнионистском движении, в 1975-79 был генеральным секретарём ДЮП. Выставлял свою кандидатуру на выборах в Конституционный съезд Северной Ирландии (en) в 1975 году, но потерпел неудачу. На выборах 1979 года был избран в британский парламент и сохраняет это место до сих пор. На выборах 2001 года его жена Айрис Робинсон была также избрана в Палату общин. Долгое время Робинсон был одним из наиболее влиятельных активистов партии после её «лица», Иана Пейсли.
В 1999—2000 и 2001-02 занимал пост министра регионального развития Северной Ирландии, в 2007-08 — североирландского министра финансов и кадров. После ухода из политики Иана Пейсли весной-летом 2008 года Робинсон принял исполнение занимаемых им должностей лидера ДЮП и Первого министра Северной Ирландии.

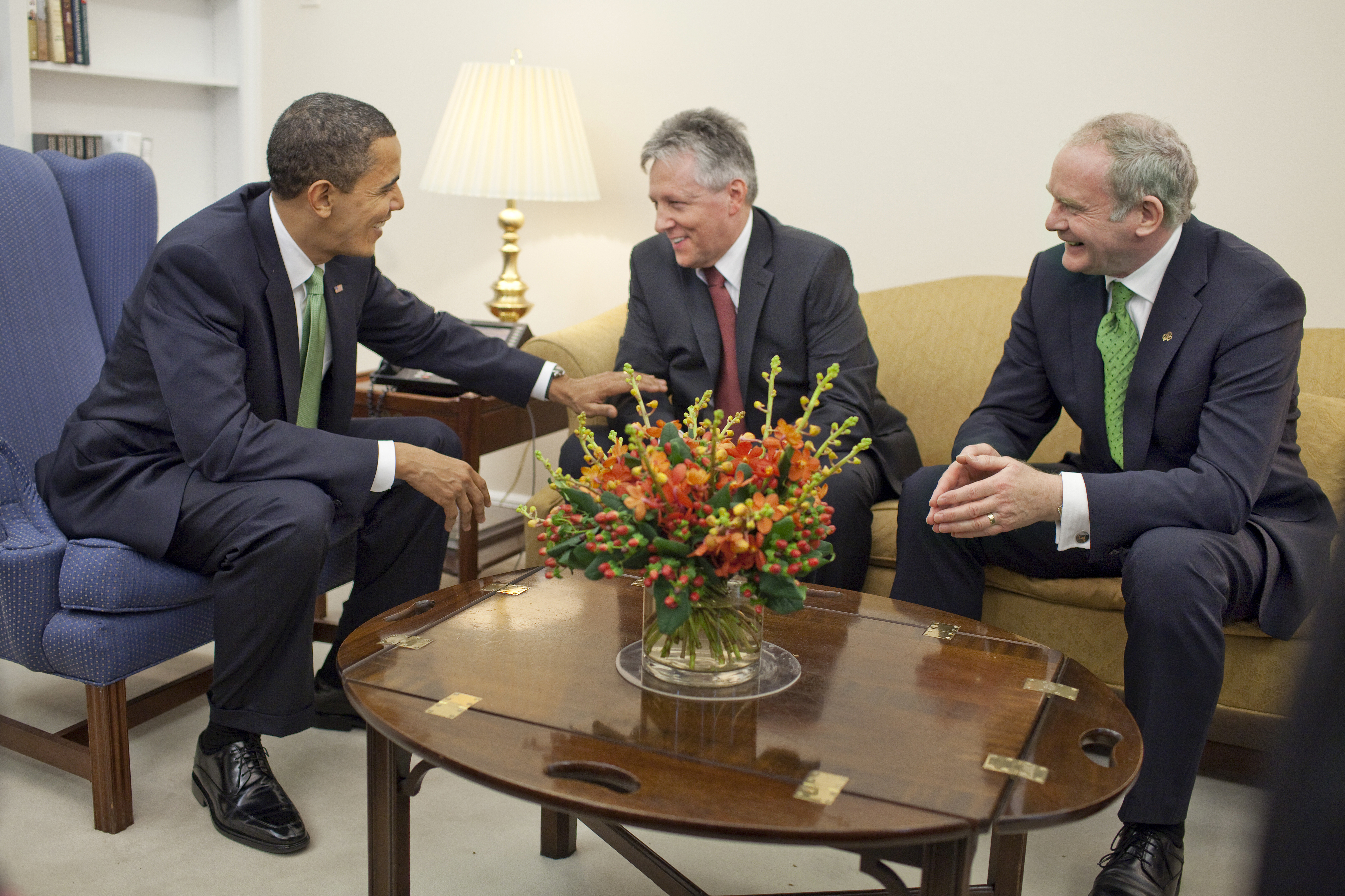
Барак Обама, Питер Робинсон и Мартин Макгиннесс

В январе 2010 года Робинсон на шесть недель отошёл от исполнения обязанностей Первого министра из-за необходимости решения личных финансовых вопросов и урегулирования ситуации в семье в связи с появлением информации об измене его жены.
На выборах в Палату общин 2010 года не был переизбран.
Питер Робинсон является прихожанином Пятидесятнической церкви «Елим».
В сентябре 2015 года он заявил о своей отставке.